# モンテローニ・ダルビア
モンテローニ・ダルビア (伊: Monteroni d'Arbia) は、イタリア共和国トスカーナ州シエーナ県にある、人口約9,100人の基礎自治体（コムーネ）。

## 地理

### 位置・広がり

#### 隣接コムーネ
隣接するコムーネは以下の通り。
- アシャーノ
- ブオンコンヴェント
- ムルロ
- シエーナ
- ソヴィチッレ

### 気候分類・地震分類
モンテローニ・ダルビアにおけるイタリアの気候分類 (it) および度日は、zona D, 1621 GGである。
また、イタリアの地震リスク階級 (it) では、zona 3 (sismicità bassa) に分類される。

## 行政

### 分離集落
モンテローニ・ダルビアには、以下の分離集落（フラツィオーネ）がある。
- Cuna, Lucignano d'Arbia, Ponte a Tressa, Ponte d'Arbia, Quinciano, Radi, Ville di Corsano